# اولومونت
اولومونت (به ایتالیایی: Ollomont) یک کومونه در ایتالیا است که در واله دائوستا واقع شده‌است. اولومونت ۵۳ کیلومتر مربع مساحت و ۱۶۰ نفر جمعیت دارد و ۱٬۳۵۶ متر بالاتر از سطح دریا واقع شده‌است.